# Трасквуд (Арканзас)
Трасквуд (енгл. Traskwood) град је у америчкој савезној држави Арканзас.

## Демографија
По попису из 2010. године број становника је 518, што је 30 (-5,5%) становника мање него 2000. године.
| Група             | 2000.       | 2010.       |
| Белци             | 530 (96,7%) | 507 (97,9%) |
| Афроамериканци    | 4 (0,7%)    | 3 (0,6%)    |
| Азијати           | 0 (0,0%)    | 0 (0,0%)    |
| Хиспаноамериканци | 7 (1,3%)    | 0 (0,0%)    |
| Укупно            | 548         | 518         |